# Угланов, Алексей Владимирович
Алексей Владимирович Угланов (род. 24 июля 1948) — российский математик, доктор физико-математических наук, профессор, заслуженный деятель науки РФ (1997).
Родился 24 июля 1948 г. в Саратове.
Окончил физико-математическую школу-интернат № 18 имени А. Н. Колмогорова (1966), механико-математический факультет Московского государственного университета им. М. В. Ломоносова (1970) и аспирантуру (1973, с защитой кандидатской диссертации).
С 1973 года работал на математическом факультете Ярославского государственного университета: старший преподаватель, с 1978 года доцент, с 1987 года — профессор, заведующий кафедрой математической кибернетики.
Доктор физико-математических наук (1987).
Диссертации:
- Обобщенные функции и обобщенные меры на бесконечномерных пространствах : диссертация … кандидата физико-математических наук : 01.01.01. — Москва, 1973. — 109 с.
- Распределения и дифференциальные уравнения на гильбертовом пространстве : диссертация … доктора физико-математических наук : 01.01.01. — Ярославль, 1983. — 280 с.

Область научных интересов — теория меры на бесконечномерных структурах.
Заслуженный деятель науки РФ (1997). Отличник народного образования СССР (1988).